# Ṃ
Cette page contient des caractères spéciaux ou non latins. S’ils s’affichent mal (▯, ?, etc.), consultez la page d’aide Unicode.
Ṃ (minuscule : ṃ), appelé M point souscrit, est une lettre additionnelle latine, utilisée dans l’écriture du heiltsuk ou du zenaga, dans certaines romanisations ALA-LC, dans l’IAST ou la romanisation ISO 15919.
Il s’agit de la lettre M diacritée d’un point souscrit.

## Utilisation
En heiltsuk, ‹ ṃ › représente une consonne nasale bilabiale voisée syllabique [m̩].
En zenaga, le ‹ ṃ › est utilisé pour noter une consonne nasale bilabiale emphatique.
L’IAST utilise ṃ pour translittérer l’anusvāra.
Plusieurs romanisations ALA-LC utilisent ṃ pour translittérer l’anusvāra du sanskrit ou de l’hindi et ses équivalents en assamais, bengali, manipuri et en fin de mot en gujarati, kannada, odia-oriya, gurmukhi, , singhalais, et telugu.
Dans la romanisation ISO 15919, le m point souscrit est utilisé pour translittérer le tippi gurmukhi ‹ ੰ › indiquant la nasalisation des voyelles a ‹ ਅ ›, i ‹ ਇ ›, u ‹ ਉ › et le ū final ‹ ਊ › ou la gémination de consonnes nasales m ‹ ਮ › ou n ‹ ਨ › qu’il précède. Par exemple dans ਪੰਜਾਬੀ paṃjābī « pendjabi » ou ਲੰਮੀ laṃmī « long ». Le bindi indiquant aussi la nasaliation dans d’autres cas est plutôt translittérer avec le m point suscrit ‹ ṁ ›.

## Représentations informatiques
Le M point souscrit peut être représente avec les caractères Unicode suivants :
- précomposé (latin étendu B) :

| formes    | représentations | chaînes de caractères | points de code | descriptions                             |
| --------- | --------------- | --------------------- | -------------- | ---------------------------------------- |
| capitale  | Ṃ               | Ṃ                     | U+1E42         | lettre majuscule latine m point souscrit |
| minuscule | ṃ               | ṃ                     | U+1E43         | lettre minuscule latine m point souscrit |

- décomposé (latin de base, diacritiques) :

| formes    | représentations | chaînes de caractères | points de code | descriptions                                         |
| --------- | --------------- | --------------------- | -------------- | ---------------------------------------------------- |
| capitale  | Ṃ               | M◌̣                    | U+004D U+0323  | lettre majuscule latine m diacritique point souscrit |
| minuscule | ṃ               | m◌̣                    | U+006D U+0323  | lettre minuscule latine m diacritique point souscrit |